# Surviv.io
Surviv.io era un videojuego en línea de disparos en tercera persona para navegadores web. Pertenecía al subgénero de Battle Royale. Estaba diseñado con una vista en dos dimensiones y una perspectiva cenital. Soportaba modos de juego en equipo de 2 a 4 jugadores, y podía ser jugado en navegadores móviles.
Surviv.io finalizó sus servidores el 2 de marzo del 2023, siendo reemplazado por Bit Heroes Arena
Actualmente hay otras alternativas de Surviv.io como Suroi.io o Survev.io.[cita requerida]

## Sistema de jugabilidad
Los jugadores están representados por figuras ovaladas bidimensionales. El mapa se encuentra rodeado por una zona roja circular que se encoge a medida que el juego avanza. Esta zona hace daño a los jugadores y a medida que avanza el juego el daño producido va aumentando. Al inicio, los jugadores disponen únicamente de sus puños, por lo que deben obtener otras armas, armaduras y demás recursos por su cuenta. Por lo general estos se encuentran dentro de cajas o de contenedores. En el juego se pueden explorar distintas estructuras como casas, almacenes, búnkeres, una pequeña cárcel y un puerto. También, con el uso de bengalas, se puede hacer una llamada de apoyo aéreo, conteniendo equipo especial y de alta rareza.

## Armas y equipamiento

#### Armas
- Pistolas: La Beretta M9, la Beretta M93R, Glock 18C y P30L disparan el cartucho 9 x 19 Parabellum, el revólver OT-38 y su versión con silenciador dispara el cartucho 7,62 x 42 SP-4, la Desert Eagle dispara el cartucho .50 AE, el Colt SAA Peacemaker (Colt Pacificador) utiliza el .45 Colt y la M1911 dispara el cartucho .45 ACP.
- Subfusiles: El MAC-10, MP5,  UMP9 ,CZ-3A1, TDI Vector disparan el 9 x 19 Parabellum; también en eventos el cartucho .45 ACP y el subfusil Thompson (llamado M1A1) dispara el cartucho .45 ACP
- Escopetas: La Remington M870,  Remington M1100, MP220, SPAS-12, Saiga-12, Super 90, USAS-12 y la Hawk 12G utilizan cartuchos del 12.
- Fusiles de asalto: El AK-47, SCAR H,  AN 94, OTS-14 Groza y su versión con silenciador disparan cartuchos de 7,62 mm,  FAMAS, M416 (antes llamado HK416) y la M4A1-S (en sí una carabina M4 con silenciador) disparan el 5,56 x 45 OTAN.
- Fusiles de Tirador designado: El M39 EMR, M1 Garand y SVD-63 disparan cartuchos de 7,62 mm, el Mk 12 SPR y L86A2 dispara cartuchos de 5,56 mm, el Winchester Modelo 94 dispara el .45 Colt y Mk45G disparan cartuchos de .45 ACP.
- Fusiles de francotirador: El Mosin-Nagant, SV-98, BLR 81 disparan el 7,62 x 54 R, mientras que AWM-S (en sí es AWM pero con silenciador integrado)  MK 20 SSR usa el cartucho .308 Subsonic. y la Scout Elite (llamado Steyr Scout) disparan cartuchos del 5,56 x 45 OTAN
- Ametralladoras ligeras: La M249 y la QBB-97 disparan cartuchos de 5,56 mm, DP-28, BAR M1918, PKM, M134 y la PKP Phecheneg que también utiliza cartuchos de 7,62 mm.
- Lanzagranadas: La M79 dispara cartuchos de .40mm
- Armas especiales: Se encuentran armas especiales que solamente salen en eventos que son; Cañón de patatas, Ametralladora de patatas, Cañón de corazón, Beretta M9 maldita; su munición es ilimitada, Cañón arcoíris, su raro cartucho es munición arcoíris, Corneta; solamente es usado en 50vs50.
- Granadas: Existen diferentes tipos de granadas:

1. Granada de fragmentación:Después de un determinado tiempo después de ser lanzados, explotan, causando un gran daño al jugador contrario.
2. Granadas MIRV: Similar a la granada de fragmentación, después de ser lanzados, explotan y desprenden unas bolas más pequeñas que igualmente, explotan, se distinguen por ser rojas en la apariencia.
3. Granada de humo: Su uso más común es camuflarse, ya que al explotar generan humo que puede servir de escapatoria para alguna pelea numerosa.
4. Estroboscópio: Su función principal es de llamar un ataque aéreo dañando a los enemigos y también genera daño al jugador quien lo lanza.
5. Minas : Si un jugador los coloca al suelo, estos al detectar a su alrededor algún movimiento de otro jugador, pasado un breve tiempo explota haciendo un gran daño.

- Armas de mano: También se pueden encontrar cuchillos: de cazador, bayoneta y karambit; katana y naginata en tres formas, normal, bruñido y prismático, en ese orden de rareza, encontrados en cajas especiales. Causan un daño algo mayor que los puños, pero en un principio fueron agregados para estilizar el juego. Así mismo también se pueden encontrar hachas, las cuales causan mucho daño si se usa como arma de mano y pueden romper las llamadas cajas de municiones, y martillos de piedra, usados para romper las cajas especiales del búnker del Ojo.

#### Vestimenta
- Trajes: Los trajes son de distintos colores. Algunos ayudan a camuflarse como el traje Ghillie mientras que otros solamente es vestimenta. Al iniciar el juego todos los jugadores tienen un traje básico color durazno.
- Chaleco antibalas y casco: Sirven para protegerse de los disparos. Están disponibles en tres niveles de casco y chaleco antibalas.
- Mochila: Aumentan la capacidad de trasportar municiones, objetos de adrenalina y objetos de curación, también están disponibles en tres niveles

#### Consumibles
- Vendas y botiquín: Ambos sirven para recuperar salud, el botiquín cura al completo pero tarda más que las vendas que solamente curan un 15% de salud.
- Soda y píldoras: Aumentan la adrenalina, la cual cura dependiendo en qué nivel de adrenalina se encuentra. La primera lo hace un 25% y la segunda un 50%.

#### Otros
- Miras: Aumentan el campo de visión del jugador. Están de varios rangos siendo x1 , x2 , x4 , x8 y x15. La mira x1 es la que obtienen todos los jugadores al empezar una partida.
- Pistola de bengalas: Una munición que no causa daño a los jugadores, llamando un airdrop (una caja especial conteniendo armamento de alta rareza como una AWM-S). Las bengalas se pueden conseguir destruyendo cajas de municiones.

## Objetos Del Mapa
Son aquellos objetos que están en lugares al azar por todo el mapa y se encuentran en tres tipos:
- Árboles Secretos: Son árboles de un color verde muy oscuro, aunque en algunas actualizaciones se les cambio su color, algunos a un color melón y en otros a un color verde oscuro. Estos se caracterizan al destruirlos, se consigue el Mosin Nagant, vendas o soda y una mira x2, aunque a veces se pueden encontrar una mira x4.
- Piedras Secretas: Son piedras comunes, al destruirlas se obtienen diversos objetos, los cuales varían en rareza. Los más comunes son botiquines, municiones de diferente armamento o sodas. Mayoritariamente, el arma que se obtiene es una AK-47.
- Roca Del Ojo: Son rocas que están dispersas por todo el mapa, pero en menor cantidad, dan diversos objetos de mayor rareza. En el mapa normal, solo aparece una Roca del Ojo, la cual puede ser destruida por el martillo de fuerza (sledge hammer).
- Barril secreto: Se encuentran en lugares al azar del mapa y contiene 4 Granadas MIRV y una soda u otro consumible.

## Otros modos de juego

### Meteor Shower
- El 9 de agosto de 2018, celebrando el éxito de la actualización 0.5.0, hubo un modo de juego llamado Meteor Shower (lluvia de meteoros, como referencia a los airdrops) en el que las pistolas de bengalas aparecían más fácilmente en el modo Equipo. Este modo solo duró dos días y desapareció el 11 de agosto.

### Desert Rain
- El 21 de septiembre del 2018, al salir la actualización 0.6.1, hubo un modo llamado Desert Rain, dando de referencia al cambio de colores del juegos a modo desierto, en el cual hubo un aumento de pistolas de bengalas, como en el evento anterior. Este modo suele regresar al juego, se queda por un corto tiempo y finaliza. Entre los cambios del juego hubo una nueva caja, sustituyendo temporalmente a la caja soviética, en el cual aparecen el rifle Modelo 94, el revólver Colt SAA Peacemaker y una nueva vestimenta, el Poncho Verde. Así como nuevas estructuras, como el Saloon, el cual contiene un búnker el cual se accede mediante un código que está dispersado por el Saloon. En el búnker se encuentra una variante de la TDI Vector.

### 50v50
- El 31 de enero de 2019, al salir la actualización 0.7.0, se añadió un modo de juego nuevo sustituyendo por tiempo limitado al modo escuadrón, este modo consiste en 2 equipos conformados por 25 jugadores de cada equipo, en el cual 1 jugador aleatorio era seleccionada como Líder dando todo el equipamiento a nivel máximo, adrenalina infinita.
- Estas armas son añadidas las cuales son la escopeta Super 90 y AN-94, Un arma cuerpo a cuerpo, se recibiría el Tallow's Kukri al líder del equipo azul y el Machete Taiga al líder del equipo rojo, también se incluyeron los ataques aéreos.
- El equipo que derrotase a todos sus adversarios gana.
- En actualizaciones posteriores se añadió el cargo de subteniente, este tenía la habilidad de tener munición extendida a todas las armas del juego, así como equipamiento de nivel máximo y un arma inicial, a su vez, el 11 de mayo de 2019 se añadió el cargo de Médico.
- A cada médico se le otorga un casco blanco brillante que llamará la atención sobre su ubicación y un Serrucho de huesos oxidado. Los médicos también obtienen medicamentos completos y un beneficio especial: Medicamento en masa; esta ventaja hace que todos los artículos médicos y revividos afecten a todos los compañeros de equipo cercanos.
- Se añadió al 50v50 el tirador; su beneficio es del equipamiento al máximo (Mayor daño a jugadores ascendidos) , mira x8 y una Dragunov SVD o una L86A2, dependiendo del equipo.
- Esta el último sobreviviente; por el cual cuenta con 3 habilidades que son piel de hierro fundido, balas astilladas

```
y derribar, con una ametralladora 
M249
 o también puede ser una 
PKP Pecheneg
, 8 mirvs (granadas explosivas), mira x8 y equipamiento al máximo.
```

- En batalla mantenerse atento a las balas, fragmentos y enemigos. Y evitar las granadas arrojables, MIRVs y luces estroboscópicas.

1. Se añadió al cornetín cuyas ventajas son que el momento de tocar su corneta da un impulso a los aliados.
2. Granadero este soldado tiene granadas infinitas y chaleco antibalas.

### Potato Rotato
- Esta actualización se lanzó en conmemoración del April Fools (día de las bromas de abril), todo el mapa estaba infestado de patatas que al destruirlas, hacían que cambien el objeto con el que se destruye, así mismo, eliminar a un jugador hará que se sustituya un arma, arma cuerpo a cuerpo y/o granadas.
- Se añadió una patata; un objeto lanzable que al acertar a un oponente, este hacia que fuera más lento, dando la oportunidad para eliminarlo de manera sencilla.
- En este modo las armas raras son más comunes, debido a que aparecen las armas de todos los modos.
- También se añadió un casco, el K-pot-ato helmet, el cual te concede la habilidad de obtener una buena arma como escopetas y francotiradores.

El Rey Del Bosque
- En esta actualización se modificó el mapa, los árboles cambiaron de color a unos verdes más oscuros y otros a unos verdes más claros, además de que estos están agrupados en grandes cantidades, lo que dificulta la visibilidad del jugador al empezar una partida, aunque también sirve para ocultarse de los enemigos en cualquier momento. Lo nuevo de esta actualización es la nueva arma, la escopeta USAS 12,  dispara balas de cargas explosivas que se expanden al llegar a su destino, haciendo un enorme daño, siendo esta una de las armas más raras y favoritas del juego.
- Más tarde, se añadió un casco especial, el Shishigami no Kabuto, cuyas habilidades permitían al jugador ventajas como "Windwalk"  (Carga De Viento) y "Gift of the Woods" (Regalo De Los Bosques).

### Cobalto
- El mapa cobalto salió en la versión 0.8.8 lanzada en el 2 de diciembre de 2019.
- Además hay una caja especial en el twins búnker que da ciertas ventajas dependiendo de la clase, también hay otra versión la cual cae de los air drops y da armas dependiendo de la clase, y hay otra versión con armas menos raras y equipamiento mas base por todo el mapa.
- En esta actualización se añadieron 6 clases cada uno con algunas ventajas las cuales son:

```
*Explorador:
            *Uno con la naturaleza: Atraviesa árboles y se desplaza más rápido por el agua.
            *Armas pequeñas: Se desplaza más rápido con armas pequeñas en la mano y se hace más pequeño.
            *Además aparece con un refresco.
   
*Francotirador: 
                *Uno en la recámara:La primera y la última bala del cargador de un arma (excepto las escopetas ), infligen un 25% más de daño. 
                *Derribo: Al MATAR a un jugador recibes 15 de vida 25% de adrenalina y obtener el beneficio de paseo por el viento por un corto tiempo. 
                *Además aparece con mira X2
```

```
*Médico: 
        *Médico de combate: Al usar un consumbile de curación (Vendas, Botiquin), recibe un aumento de velocidad más grande que el la de la adrenalina.
        *Paseo por el viento: Le da al poseedor un aumendo de velocidad por 3 segundos al darle una bala o fallar por muy poco.
        *Además aparece con un botiquin.
```

```
*Mode: 
      *Fabricar: Se llena un pack de 6 granadas de fragmentacion cada 12 segundos periodicamente.
      *Chaleco Antibalas: Reduce el daño recibido por una explosión o metralla en un 90%. También aumenta el tamaño y reduce el daño en un 10%.
      *Martirio (Oculta): Al morir caerán 12 bombas cada una de 80 de daño.
      *Además aparece con una mochila pequeña (nivel 1).
```

```
*Asalto:
        *Potencia de fuego: Se aumenta el cargador para algunas armas de fuego.
        *Puntos huecos: Aumenta el 8% del daño de las balas y también se silencian.
        *Además aparece con 5 vendajes.
```

- Tanque:

```
       *Piel de hierro fundido: El jugador es un 40% más grande, refleja balas,tiene un objeto de bandeja en la parte superior y recibe un 50% menos de daño por balas y explosiones.
       *Balas infinitas: Recibes munición ilimitada al disparar.
       *Además aparece con armadura básica (nivel 1).
```

## Desarrollo
Surviv.io fue desarrollado por Justin Kim y Nick Clark. Kim declaró que su filosofía de diseño mientras desarrollaba era permitir que el jugador ingresara a un juego lo más rápido posible minimizando el tiempo entre partidas. El juego se actualiza regularmente con nuevos elementos y mapas, y regularmente alberga eventos de tiempo limitado con modos de juego especiales que ofrecen armas y cosméticos exclusivos.

Ben Burns, escribiendo para VG247 , nombró al juego como el "título de batalla real más popular después de Fortnite y PUBG